# Zavolžsk
Zavolžsk (ruski: Заволжск) je grad Zlatnog prstena. Smješten je na lijevoj obali rijeke Volge, nekih 200 km nizvodno od Kostrome, i 113 km sjeveroistočno od Ivanova, u Ivanovskoj oblasti, u Rusiji. Nalazi se na 57°29′N 42°09′E / 57.483°N 42.150°E.
Broj stanovnika: 16.100  (1992.) Sjedište je Zavolžskog rajona (opaska čitatelju: Zavolžski prema Zavolžsk, ne prema Zavolžje). 

## Vanjske poveznice
- Podatci za posjetitelje  Arhivirana inačica izvorne stranice od 26. svibnja 2008. (Wayback Machine) (na ruskom jeziku)